# Усадьба Серебренниковой
Усадьба Серебренниковой — архитектурный ансамбль в историческом центре Нижнего Новгорода. Построена в 1895—1902 годах. Автор проекта не установлен. Усадебный комплекс расположен в юго-западной части исторической местности Старый Нижний Новгород, на углу улиц Большой Покровской и Воровского.
В ансамбль входят: главный дом усадьбы, деревянный флигель и каменная лавка. Весь исторический комплекс сегодня — объект культурного наследия Российской Федерации.

## История
Современная планировочная структура местности, на которой расположена усадьба, сложилась в соответствии с генеральным планом города, утверждённым высочайшим указом в Санкт-Петербурге 8 апреля 1839 года. По нему в 1850-е — 1860-е годы сформировалась Новая (Ново-Базарная) площадь, сегодня именуемая площадью М. Горького, а улица Большая Покровская продлена до городской черты, походившей тогда по территории современной площади Лядова. Улица Архангельская (Воровского) проектировалась как один из лучей, отходящих от предполагаемой площади в районе Большой Ямской улицы (сегодня — часть улицы Ильинской). Своё наименование улица получила от приходской Архангельской церкви, которую хотели возвести на указанной площади, но строительные работы так и не начались. Окончательно, существующие красные линии и направления улиц были закреплены генпланом 1881 года.
На конец 1850-х — 1860-е годы пришлось формирование застройки улиц, носившей преимущественно жилой усадебный тип. Перед этим были снесены канатные заводы, существовавшие здесь с 1787 года и указанные на генплане 1848—1853 годов. В 1874 году была проведена оценка недвижимых имений, из которой следовало, что участок на углу улиц Большой Покровской и Архангельской, состоящий тогда в третьем квартале первой Кремлёвской части Нижнего Новгорода и имевший 82-й номер по Большой Покровской, пустовал. Надел принадлежал наследникам Комаровых.

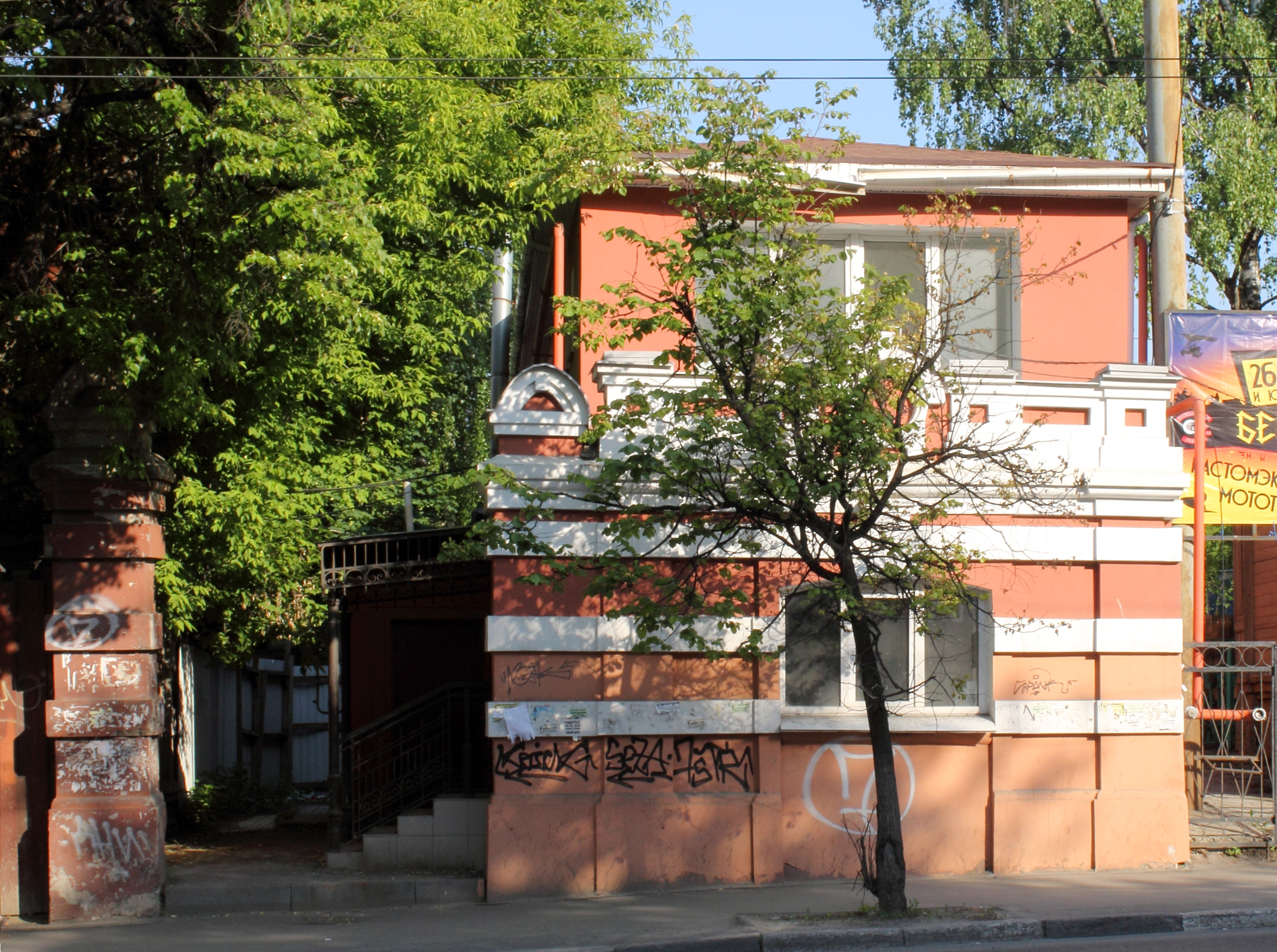
Каменная торговая лавка.

Фиксационный генеральный план 1882 года показывал наличие на участке обширного домовладения. На плане оно было пронумеровано по улице Большой Покровской, под № 10. Согласно списку домовладельцев 1884 года, оно принадлежало некоему Везломцеву и, вероятно, не было застроено. Запись в окладной книге первой Кремлёвской части Нижнего Новгорода на 1888—1891 годы фиксировало здесь пустопорожнее место, принадлежавшее Ольге Никандровне Везломцевой и Николаю Ивановичу Будилову.
21 октября 1893 года участок перешёл во владение Марии Сергеевны Серебренниковой. Вероятно, произошёл раздел большого участка и Серебренниковой перешла его часть на углу улиц. В 1900 году домовладение имело адреса: № 66 по Большой Покровской и № 16 по Архангельской улице.
Первый архивный чертёж, относящийся к усадьбе, датирован 1895 годом. 31 мая городская управа дала разрешение на строительство небольшой деревянной тесовой лавки, непосредственно на углу улиц. Заказчиком строительства выступал купец Василий Григорьевич Серебренников, видимо, муж владелицы. В это время, все постройки усадьбы представляли собой деревянные навесы (скорее всего, склады материалов и товаров), расположенные по периметру участка по Архангельской улице и вдоль юго-восточной границы с соседним домовладением.

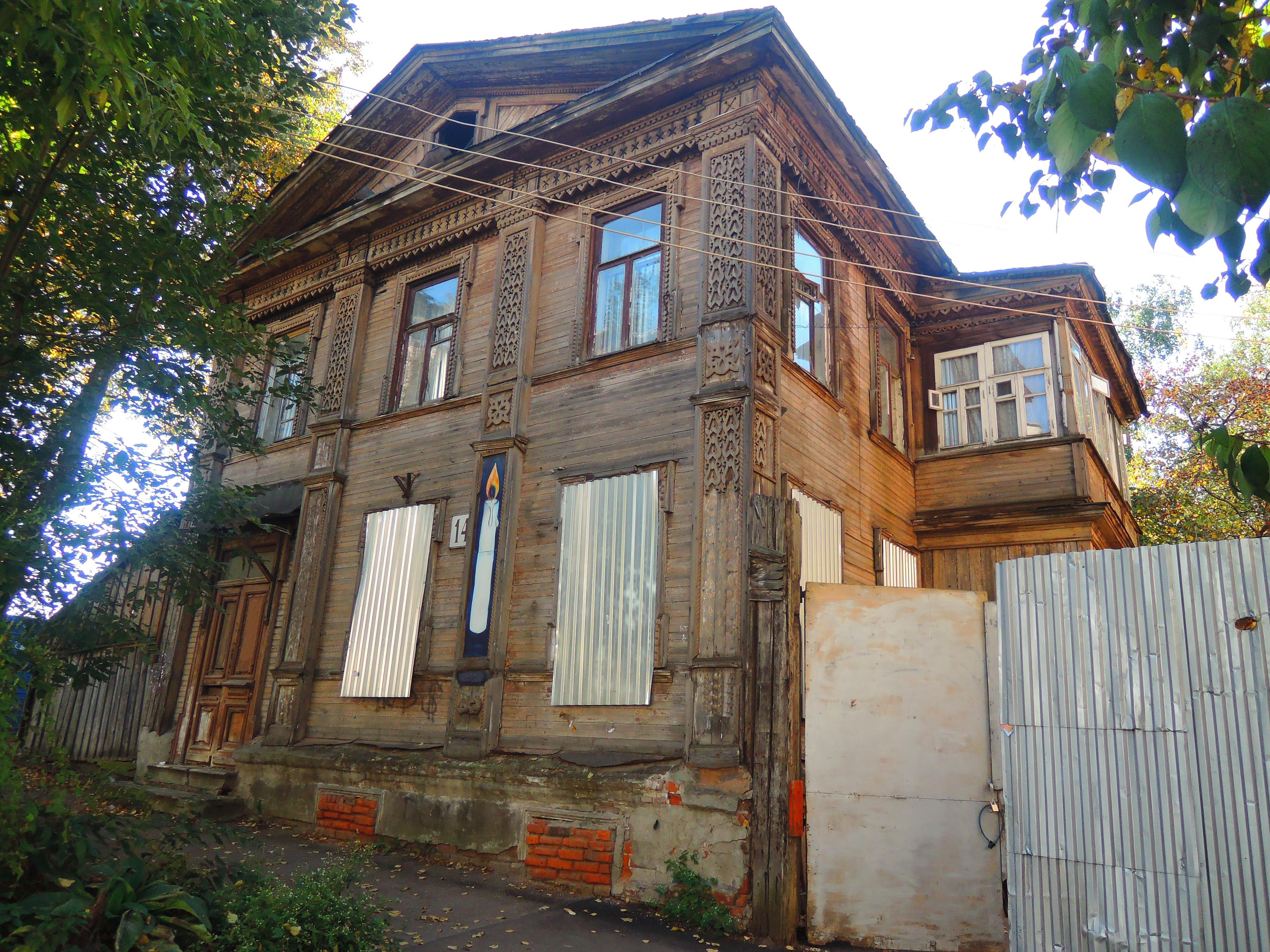
Деревянный флигель.

Архивные данные указывают, что лавка так и не была построена. Генплан усадьбы от 5 сентября 1898 года показывал на её месте разрешённый, но не выстроенный полукаменный дом. Вместе с тем, на территории уже был возведён деревянный двухэтажный флигель — современный дом № 14 по улице Воровского. Его возведение датируется временным промежутком между 1895 и 1898 годами. Проект 1898 года предполагал постройку на месте деревянных одноэтажных служб двухэтажного деревянного пристроя к заднему фасаду флигеля. Пристройка располагалась по юго-восточной границе участка и соединяла флигель с одноэтажным каменным корпусом служб, занимавшим южный угол участка. Часть пристройки сохранилась. Корпус служб к настоящему времени кардинально перестроен, часть его заново сложена из силикатного кирпича. В окладной книге 1896—1899 годов домовладение Серебренниковой описывалось так: «Деревянный двухэтажный на каменном жилом подвале флигель, дровяник и погреба деревянные на Архангельской улице».
6 апреля 1902 года Нижегородская городская управа разрешила мещанке Серебренниковой постройку «каменных двухэтажного с жилым подвалом дома и одноэтажных служб». Условием разрешения строительства стало требование снести некоторые деревянные постройки. Проект строительства не был подписан и его автор остался неизвестным. Вскоре были возведены: каменная лавка, вытянутая вдоль юго-западной границы домовладения, и каменный жилой дом. Проект проведения водопровода в дом мещанки М. С. Серебренниковой от 1903 года свидетельствовал, что к тому времени усадьба полностью сформировалась. Основные строения были выстроены в стиле эклектики, что выделяло их среди окружающей исторической застройки.
В 1915 году усадьба числилась за Василием Григорьевичем Серебренниковым. Вероятно, в тот же год она перешла во владение Ивана Ивановича Муратова. В 1918 году владение Муратова было экспроприировано светской властью. В период СССР домовладение выполняло в основном жилые функции.
Решением Нижегородского областного Совета народных депутатов от 31.08.1993 г. № 288-м «Об объявлении находящихся на территории г. Нижнего Новгорода объектов, имеющих историческую, культурную и научную ценность, памятниками истории и культуры областного значения» усадьба была взята на государственную охрану как памятник архитектуры под наименованием «Усадьба Серебренниковой». Статус был подтверждён постановлением Законодательного собрания Нижегородской области от 25.09.1999 г. № 36. По действующему с 2002 года законодательству усадьба на пересечении улиц Большой Покровской и Воровского является объектом культурного наследия (памятником истории и культуры) регионального значения.